# Xylota dives
Xylota dives är en tvåvingeart som först beskrevs av Enrico Adelelmo Brunetti 1908.  Xylota dives ingår i släktet vedblomflugor, och familjen blomflugor. Inga underarter finns listade i Catalogue of Life.